# Jörg Harlan-Rohleder
Jörg Harlan-Rohleder (* 1976 als Jörg Rohleder in Stuttgart), Eigenschreibung Jörg Harlan Rohleder, ist ein deutscher Journalist und Autor.

## Leben
Rohleder wuchs in Echterdingen bei Stuttgart auf. Nach dem Abitur studierte er in London und Tübingen Politikwissenschaft und Zeitgeschichte. 1996 begann seine journalistische Tätigkeit mit einem Praktikum im Kulturressort der Stuttgarter Zeitung. Er schrieb danach als freier Mitarbeiter Popkritiken für das Blatt. Er arbeitete während des Studiums beim Springer Auslandsdienst und MTV. Er brach das Studium ab, als ihm der Burda Verlag ein Volontariat beim Nachrichtenmagazin Focus anbot.
Später arbeitete Rohleder als Reporter für die deutsche Ausgabe der Zeitschrift Vanity Fair. 2010 beschrieb er eine wilde 90er-Jahre-Jugend in der westdeutschen Provinz in seinem Debütroman „Lokalhelden“. Anschließend wurde er Mitglied der Chefredaktion der Zeitschrift Musikexpress.
Als der Verleger Bernd Runge im Jahr 2011 Andy Warhols Magazin „Interview“ für den deutschen Markt auflegte, übernahm Rohleder zusammen mit dem Journalisten Adriano Sack die Leitungsfunktion als Executive Editor. Das Team gewann 2013 den Lead Award für den besten Newcomer. Drei Jahre später kehrte Rohleder zu Focus zurück, wo er als Creative Director die konzeptionelle und inhaltliche Umgestaltung des Magazins übernahm. Inzwischen ist er stellvertretender Chefredakteur und seit Januar 2022 zudem Editor in Chief von Focus Style, der vierteljährlich erscheinenden Stil-Beilage des Focus Magazins. Rohleder interviewte zahlreiche bedeutende Persönlichkeiten, darunter Barack Obama, Mark Zuckerberg oder Mick Jagger.
Sein Buch Lokalhelden wurde 2018 in Stuttgart als Theaterstück auf die Bühne gebracht.
Den Namen Harlan übernahm Rohleder von seiner Frau Nele Harlan.

## Werke
- Lokalhelden. Piper Verlag, München 2010, ISBN 3-492-05384-X.